# Mombassa County
Mombasa County is een van de 47 county's van Kenia. De hoofdstad - en enige stad in de County - is Mombasa. Mombasa County beslaat hetzelfde gebied (295 km²) als het voormalige district Mombasa en is daarmee de kleinste county in Kenia.  De county is gelegen het zuidoosten van de voormalige Kustprovincie (Pwani) en grenst aan Kilifi County in het noorden, Kwale County in het zuidwesten en de Indische Oceaan in het oosten.